# Ivan Softa
Ivan Softa (gdjekad Ivan Sopta; Smokinje kod Širokoga Brijega, 31. srpnja 1906. – 1945.?), hrvatski književnik iz Bosne i Hercegovine. Prvim romanom Na cesti iz 1936. izazvao je pozornost književne kritike, koja ga je nazvala prvim hrvatskim radničkim piscem, hrvatskim Gorkim.
U Rasnu je završio pučku školu, a teški socijalni uvjeti i neimaština odvode ga prvo u Slavoniju, a zatim i u Zagreb 1934. god. Kroz to vrijeme je prolazio kroz teška iskušenja i izazove, pratili su ga težak fizički rad, neizvjesnost, kao i o(p)stanak na cesti kad je ostao bez posla. Slijedom toga piše i prvi roman u tom tonu, a to je roman "Na cesti" - opis hrvatske društvene zbilje u vrijeme velike svjetske gospodarske i političke krize. U vrijeme izlaska tog romana pred oči javnosti, vjerojatno i zbog njegove socijalne dimenzije, doživljava pohvalne ocjene kritike i obične javnosti. Osim socijalne tematike, zastupljene teme su bile i njegov rodni zavičaj tj. Hercegovina, njegovo djetinjstvo i uspomene na njega. Tako je nastao i drugi roman "Dani jada i glada" - glasan povik protiv rata i strahota koje donosi (Hercegovina - 1. svjetski rat), o tradiciji i životu, točnije rečeno "svakidašnjoj jadikovki" ljudi iz zavičaja iz kojega potječe. Zanimljiva je njegova izjava iz vremena početka 2. svjetskog rata na ovim prostorima, a ta je da "svaki narod koji želi da opstane treba da ima vlastitu državu, utemeljenu unutra i prema vani, pa tek tada izgrađivati svoje socijalne vrednote". Možda je i to razlog što je ovaj književnik bio obavijen velom šutnje, sve do novijih vremena vezanih za raspad Jugoslavije i stvaranje samostalne Republike Hrvatske. Nastradao je neposredno poslije prestanka 2. svjetskog rata.
Napisao je i roman "Nemirni mir", koji je po riječima kritičara "blizak hamsunovskoj imaginaciji gladi i zla, u cjelokupnosti lišen ruralnoga jer je Ivan Softa kroz životnu bitku oblikovao drukčiju modernu svijest i psihologiju", te pripovijetku "Razrovano ognjište".

## Na cesti
"…- Kakvo pravo? Njega je noć progutala. – Pravda je danas kao i uvijek sporedna. Pravo je meni jednom rekla baka, kada me je nedužnoga otac lupao: Dijete moje, tko hoće pravdu, neka ide na najtamnije mjesto. Tamo će se pravda dovesti u kočijama ispletenim od paučine. Konj joj je pod kočijama sakat u sve četiri noge, a kočijaš gluh i nijem. Zato ona uvijek kasno stigne. A nekada stignu kočije prazne. Trnje iskida paučinu i pravda ispadne na putu. Jedino oni koji se nađu u toj blizini, vide je i nitko više…"
"… Od kada si ti protiv nacije? – Ja to nisam. Neka živi nacija. Ali nacija narodnog prava, a ne nekolicine povlaštenih ljudi. A kada narod bude vodio naciju, ona neće biti ni potrebna, jer narodi se nikad ne sukobljuju, već njihovi upravljači. Ja sam u tri dana jeo tri puta, cijele zime smrzavam se po tuđim štalama uz smrad kravske balege. Gdje je tu pravda. Na zemlji su nikli i stvoreni. Zemlja daje dovoljno hrane svim živim bićima na sebi, a ipak je ¾ bića na njoj gladno i živi u bijedi. Gdje je tu pravda? Onaj tko dade pravo onim trima četvrtinama, njegova je budućnost, pa zvao se on ovako ili onako. Što tebi još danas može biti nejasno? Gladan si duševno i fizički, i ništa više. Jasno ti je valjda, da si čovjek, da nisi nikakav grijeh učinio, koji bi ti oduzeo prava čovjeka, i prema tome imaš pravo na život dostojan čovjeka, a ne kao ološ…".
Fragment: "I onda će ostati same zidine, sazidane bogzna kada, razlokane, zaprljane, unakažene, a pepeo zgarišta pokriti će i porođajne muke i raspeće snage u uzrastu i zadnje olinjale dane skučenosti, siromaštva, borbe i krvi.".

## Djela
- Na cesti, roman (1936.)
- Dani jada i glada, roman, Matica hrvatska (1937.)
- Nemirni mir, roman (1940.)
- Razrovano ognjište, pripovijetka
- Sabrana djela, Zagreb, Pitri, 1994., ISBN 953-96150-0-3

Velik dio Softinih pripovijesti i pjesama još uvijek je, zbog cenzure koju su provodile jugoslavenske komunističke vlasti rasut po časopisima ili dostupan samo u fragmentima (u Sabranim djelima, 1994., nalazi se i pripovijest Tko poznaje ovoga i fragmenti romana Razlaz poznatih).

## Spomen
U Širokom Brijegu postoji ulica koja nosi ime po Ivanu Sopti.